# Nicolas-Charles de Saulx-Tavannes
Nicolas-Charles de Saulx-Tavannes (Parigi, 9 settembre 1690 – Parigi, 10 marzo 1759) è stato un cardinale e arcivescovo cattolico francese.

## Biografia
Nacque a Parigi il 9 settembre 1690.
Papa Benedetto XIV lo elevò al rango di cardinale nel concistoro del 5 aprile 1756.
Morì il 10 marzo 1759 all'età di 68 anni.

## Genealogia episcopale e successione apostolica
La genealogia episcopale è:
- Cardinale Guillaume d'Estouteville, O.S.B.Clun.
- Papa Sisto IV
- Papa Giulio II
- Cardinale Raffaele Sansone Riario
- Papa Leone X
- Papa Paolo III
- Cardinale Francesco Pisani
- Cardinale Alfonso Gesualdo di Conza
- Papa Clemente VIII
- Cardinale Pietro Aldobrandini
- Cardinale Laudivio Zacchia
- Cardinale Antonio Barberini, O.F.M.Cap.
- Cardinale Nicolò Guidi di Bagno
- Arcivescovo François de Harlay de Champvallon
- Cardinale Louis-Antoine de Noailles
- Cardinale André-Hercule de Fleury
- Cardinale Nicolas-Charles de Saulx-Tavannes

La successione apostolica è:
- Vescovo Alexandre Milon (1726)
- Vescovo Armand Bazin de Bezons (1731)
- Vescovo Pierre-Jules-César de Rochechouard-Montigny (1734)
- Vescovo François de Fitz-James (1739)
- Vescovo Louis-François Néel de Christot (1740)
- Cardinale Jean-François-Joseph de Rochechouart (1741)
- Vescovo Bertrand-Jean-Baptiste-René du Guesclin (1741)
- Vescovo Pierre-Augustin-Bernardin de Rosset de Rocozel de Fleury (1746)
- Vescovo Charles de Grimaldi d'Antibes (1747)
- Vescovo Joseph-Antoine-Jacques Richier de Cérisy (1751)
- Arcivescovo Arthur-Richard Dillon (1753)

## Stemma
| Image | Stemma |
| ----- | --- |
| \| \| | Nicolas-Charles de Saulx-Tavannes Duca e pari di Francia, Cardinale, Grand'Elemosiniere di Francia, Commendatore dell'Ordine dello Spirito Santo D'azzurro al leone d'oro armato e lampassato di rosso. Lo scudo, accollato a una croce astile patriarcale d'oro, posta in palo, è timbrato da un cappello con cordoni e nappe di rosso. Le nappe, in numero di trenta, sono disposte quindici per parte, in cinque ordini di 1, 2, 3, 4, 5. |
|       | |